# Rochester (Minnesota)
Rochester je město v americkém státě Minnesota v Olmsted County, jehož je sídlem. Ve městě žije přibližně 121 tisíc obyvatel.
Město se nachází na jižní zdrojnici řeky Zumbro. Je to třetí největší město v Minnesotě, které leží mimo konurbaci Minneapolis–Saint Paul. Rochester je spolusídlem katolické diecéze Winona-Rochester.